# Josep Martínez i Écija
Josep Martínez i Écija (Llorca, 1901-Balaguer, 1992), anomenat «Martínez Paleta», o simplement «Paleta», fou un activista obrer de tendència anarcosindicalista, cenetista. Va ser alcalde de Badalona en dos petits períodes durant la Guerra Civil Espanyola, entre el febrer i l'agost del 1937 i entre el febrer i el maig del 1938.

## Biografia
Obrer de la construcció, treballador de la brigada municipal de Badalona, i destacat dirigent anarquista. Va entrar com a regidor a l'Ajuntament de Badalona en representació de la CNT, el 19 d'octubre de 1936 i assumí el departament de Serveis Públics. El 4 de març de 1937 era elegit alcalde.
Cal tenir en compte que durant la Guerra Civil l'Ajuntament va quedar pràcticament sense poder davant del Comitè revolucionari, tot i que sí que va haver-hi intents d'entesa entre ambdós per resoldre la situació d'indisciplina de la ciutat i els problemes econòmics i d'atur. En el moment en què Martínez és elegit, la situació és tensa entre les organitzacions polítiques i sindicals antifeixistes, entre el bàndols de la CNT-FAI i el POUM contra el PSUC-UGT i ERC, que es militaritzen i tenen enfrontaments violents a Barcelona, en els coneguts com fets de maig del 1937. En el cas de Badalona, Martínez va lluitar perquè la situació de la capital no es reproduís a la ciutat, i tret d'alguns episodis de tensió, va aconseguir que no es produís cap mena de conflicte armat.
Malgrat aquest èxit, el seu mandat va ser curt a causa dels atacs dialèctics en la premsa local, i la general, entre la CNT-FAI i del PSUC-UGT, que comptarà amb atacs contra el POUM. La situació va afectar la vida local, i l'agost d'aquell mateix anys Martínez dimiteix i és substituït per Joan Manent i Pesas.
Tornà a ser elegit alcalde el 28 de febrer de 1938, quan Manent dimiteix davant de l'assalt popular a l'alcaldia i les cases dels dirigents cenetistes en protesta per la falta de proveïments, però el 12 de maig de 1938 era mobilitzat per a marxar cap al front. Durant aquest període arriben els primers refugiats des d'Aragó, i es produeix el primer bombardeig sobre la ciutat el 13 de març, que es repetirien amb gran intensitat durant aquell any, especialment sobre els barris industrials.
Quan acabà la guerra civil, Martínez s'exilià a França, on fou perseguit per la Gestapo. Més tard, tornà a Catalunya, i s'instal·là a Balaguer.

## Homenatges
Un carrer de Badalona, al barri de Montigalà, duu el seu nom, «Alcalde Martínez Écija».